# C.H.U.D.
C.H.U.D. (Cannibalistic Humanoid Underground Dwellers, en España C.H.U.D. – Caníbales Humanoides Ululantes Demoníacos y en México CHUD, infierno bajo la ciudad) es una película de terror y ciencia ficción estadounidense de 1984 dirigida por Douglas Cheek. Protagonizada por John Heard, Daniel Stern y Christopher Curry el argumento se centra en un grupo de personas que deben unir fuerzas para resolver una serie de desapariciones de personas que aparecen asesinadas por lo que parecen ser unos monstruos humanoides que viven en el subsuelo de la ciudad. 
La cinta obtuvo el premio a mejor película en el Festival Internacional de Cine Fantástico de Bruselas (1985) y su director fue nominado en su categoría en el Festival de Cine Fantástico de Avoriaz. Su buena recepción en taquilla motivó que se hiciera una segunda parte, vagamente inspirada en C.H.U.D., titulada 'C.H.U.D. II: Bud the Chud (David Irving, 1989).

## Sinopsis
La basura y los desechos tóxicos que se han ido acumulando en el subsuelo de Nueva York harán aparecer a unas criaturas que serán conocidas con el acrónimo C.H.U.D. ("cannibal humanoid underground dwellers" o "humanoides caníbales que moran en el subsuelo"). George Cooper es un fotógrafo que está retratando la vida de los vagabundos forzados a vivir en esa zona de la ciudad. Tras contactar con un periodista, que le alerta de las desapariciones misteriosas de un significativo número de vagabundos, ambos descubren una conspiración en la que están envueltos tanto unos humanoides caníbales como un funcionario corrupto del gobierno. En su cruzada por desvelar la verdad se unen al fotógrafo y al periodista, un policía y un sacerdote.

## Reparto
- John Heard - George Cooper
- Daniel Stern - Reverendo A. J. Shepherd
- Christopher Curry - Capitán Bosch
- Laure Mattos - Flora Bosch
- Kim Greist - Lauren Daniels
- Will Ferugio - C.H.U.D.
- John Goodman - Policía

## Recepción
La cinta obtiene valoraciones mixtas en los portales de información cinematográfica. En IMDb con más de 13.000 valoraciones obtiene una puntuación de 5,6 sobre 10. Los usuarios de FilmAffinity, con 548 votos, le otorgan una valoración de 4,4 sobre 10. En el agregador de críticas Rotten Tomatoes obtiene la calificación de "fresco" para el 29% de las 14 críticas profesionales y para el 33% de las más de 5.000 valores de sus usuarios. En Metacritic, con 5 valoraciones, obtiene una puntuación de 6,4 sobre 10 entre los usuarios y una puntuación de 57 sobre 100 computando 4 críticas profesionales.

## Premios
- Nominación al Grand Prix en el Festival Internacional de Cine Fantástico de Avoriaz (1985)
- Mejor Película de Fantasía en el Festival Internacional de Cine Fantástico de Bruselas (1985)